# Claudiu-Marinel Mureșan
Claudiu-Marinel Mureșan (n. 20 ianuarie 1971, Sighișoara, Mureș, România) este un senator român, ales în 2020 din partea USR. 